# طوطی‌نوک قهوه‌ای
طوطی‌نوک قهوه‌ای (نام علمی: Paradoxornis unicolor) نام یک گونه از تیره چرخ‌ریسک‌نمایان است.